# Tengelic
Tengelic är en ort i Ungern.   Den ligger i provinsen Tolna, i den sydvästra delen av landet, 110 km söder om huvudstaden Budapest. Tengelic ligger 123 meter över havet och antalet invånare är 2 445.